# سالنامه (تاسیتوس)

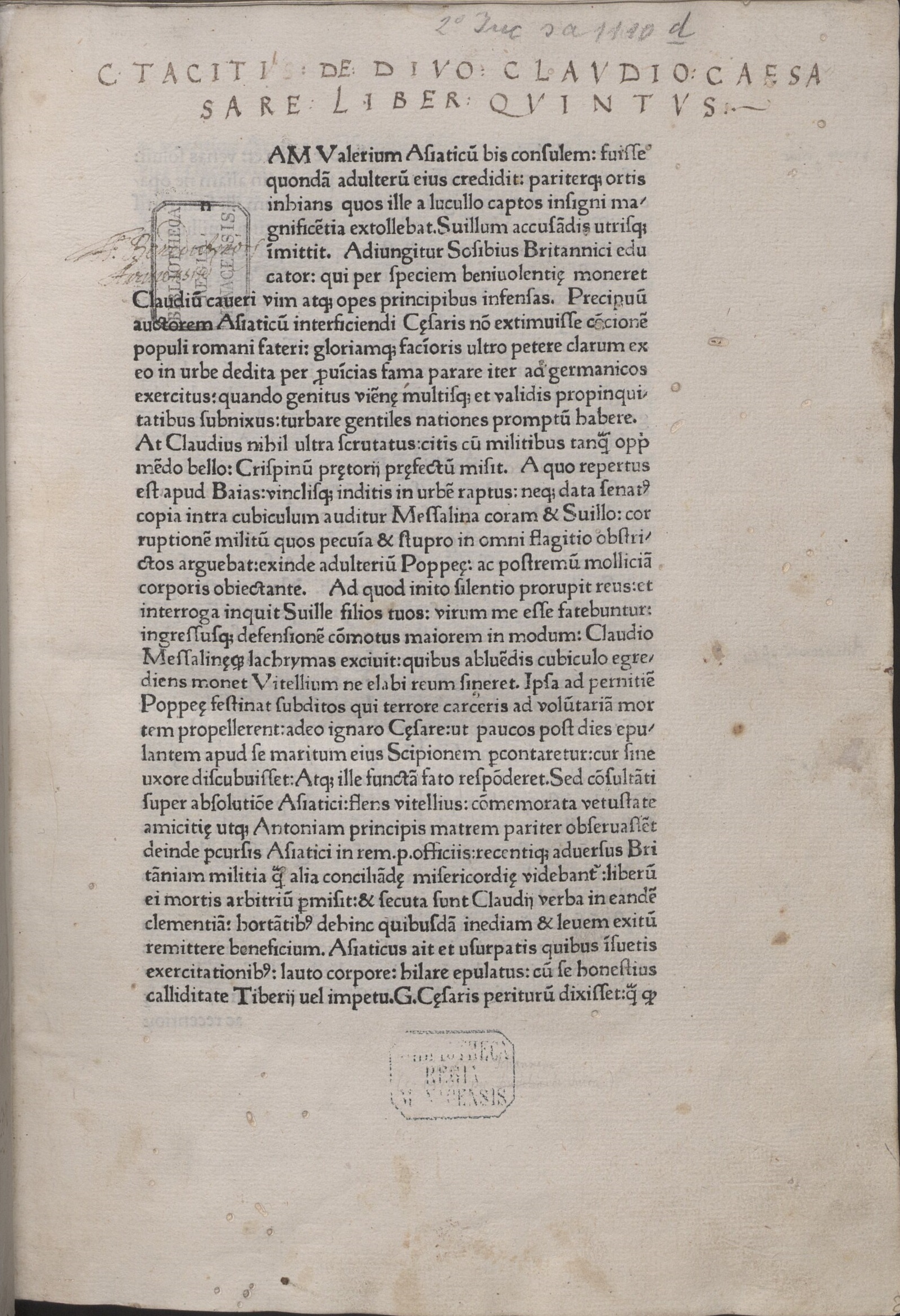
صفحه آغازین نسخه اصلی کتاب‌های آنالز XI-XVI تاسیتوس

سالنامه (لاتین: Annales) توسط مورخ رومی و سناتور تاسیتوس (تاریخ‌نگار) تاریخ امپراتوری روم از سلطنت تیبریوس تا نرون، سال‌های ۱۴ تا ۶۸ پس از میلاد است. سالنامه‌ها منبع مهمی برای درک مدرن از تاریخ امپراتوری روم در طول قرن اول پس از میلاد هستند.